# Барађа (Новара)
Барађа (итал. Baraggia) је насеље у Италији у округу Новара, региону Пијемонт.
Према процени из 2011. у насељу је живело 1088 становника. Насеље се налази на надморској висини од 243 м.